# Fidel Wagner
Fidel Wagner (* 17. März 1912 in Oberstaufen; † 14. Februar 1945 in Graudenz, heute Polen) war ein deutscher Skilangläufer und Nordischer Kombinierer.

## Werdegang
Fidel Wagner wurde 1934/35 Allgäuer Meister in der Nordischen Kombination. Bei der Nordischen Skiweltmeisterschaft 1935 in Vysoké Tatry (Hohe Tatra) in der Tschechoslowakei nahm er im Skilanglauf sowie in der Nordischen Kombination teil. Bei den Olympischen Winterspielen 1936 in Garmisch-Partenkirchen belegte er im Einzel der Nordischen Kombination den 18. Platz.
Bei den Bayerischen Meisterschaften 1937/38 in Oberstaufen unterlag er in der Nordischen Kombination knapp gegen Willi Bogner.
1938 nahm ein zweites Mal an einer Nordischen Skiweltmeisterschaft im Skilanglauf über 18 km und in der Nordischen Kombination teil.
Wagner trat zum 15. Oktober 1930 der SA bei, ein Beitritt zur NSDAP zum 1. Februar 1931 trat nicht in Kraft. Zum 1. Mai 1937 schloss er sich endlich auch der Partei an (Mitgliedsnummer 5.622.051), in der SA wurde er zum 30. Januar 1941 zum Sturmführer befördert.